# Liste von Müllverbrennungsanlagen in Österreich
Folgende Müllverbrennungsanlagen bestehen im Jahr 2024 in Österreich. Eine aktuelle Auflistung der Verbrennungs- und Mitverbrennungsanlagen wird gemäß § 18 AVV (Abfallverbrennungsverordnung) im jährlichen Bericht durch das Bundesminister für Land- und Forstwirtschaft, Umwelt und Wasserwirtschaft veröffentlicht. Die Liste ist möglicherweise unvollständig und ggf. zu ergänzen.
| Anlage                                                                       | Ort              | Koordinaten                      | Zahl der Linien | Täglicher Abfalldurchsatz (Tonnen) | Thermische Leistung (MW) | Elektrische Leistung (MW) | Schornsteinhöhe | Inbetriebnahme |
| ---------------------------------------------------------------------------- | ---------------- | -------------------------------- | --------------- | ---------------------------------- | ------------------------ | ------------------------- | --------------- | -------------- |
| ABRG Arnoldstein                                                             | Arnoldstein      | 46° 33' 10.2" N, 13° 41' 33.3" O | 2               | 195                                |                          |                           |                 | 1996           |
| Kärntner Restmüllverwertungs GmbH (KRV)                                      | Arnoldstein      | 46° 33′ 22,3″ N, 13° 41′ 31,9″ O | 1               | 260                                | 29                       |                           |                 | 2004           |
| Thermische Reststoffverwertungsanlage (TRV) Niklasdorf                       | Niklasdorf       | 47° 23′ 46,8″ N, 15° 9′ 15,2″ O  | 1               | 400                                |                          | 7,5                       |                 | 2003           |
| Reststoffverwertungsanlage Lenzing (RVL)                                     | Lenzing          | 47° 58′ 35,1″ N, 13° 37′ 11,4″ O | 1               | 901                                |                          |                           | 156 m           | 1999           |
| Reststoff-Heizkraftwerk der LINZ AG                                          | Linz             | 48° 17′ 59,3″ N, 14° 19′ 24,5″ O | 1               | 600                                |                          | 17                        | 183 m           | 2011           |
| WAV I                                                                        | Wels             | 48° 10′ 10,3″ N, 14° 4′ 35,5″ O  | 1               | 225                                | 28,7                     |                           |                 | 1995           |
| WAV II                                                                       | Wels             | 48° 10′ 10,3″ N, 14° 4′ 35,5″ O  | 1               | 690                                | 80                       |                           |                 | 2005           |
| Wien (Spittelau)                                                             | Wien             | 48° 14′ 4,9″ N, 16° 21′ 33,7″ O  | 2               | 800                                | 76                       |                           | 126 m           | 1971           |
| MVA Flötzersteig                                                             | Wien             | 48° 12′ 24,3″ N, 16° 17′ 21,8″ O | 3               | 600                                | 46                       |                           | 101 m           | 1964           |
| Werk Simmeringer Haide                                                       | Wien             | 48° 10′ 29,2″ N, 16° 27′ 40,3″ O | 6               | 240                                | 23                       |                           |                 | 1991           |
| MVA Pfaffenau                                                                | Wien             | 48° 10′ 34,2″ N, 16° 27′ 46,3″ O | 2               | 725                                |                          | 14                        |                 | 2008           |
| FCC Austria MVA Zistersdorf (vormals A•S•A• Abfall Service Zistersdorf GmbH) | Zistersdorf      | 48° 32′ 54,9″ N, 16° 47′ 1,7″ O  | 1               | 464                                | 57                       | 15                        |                 | 2009           |
| Thermische Abfallverwertungsanlage Zwentendorf/Dürnrohr                      | Zwentendorf      | 48° 19′ 37,1″ N, 15° 55′ 53,8″ O | 3               | 1.575                              | 210                      |                           |                 | 2004           |
| Norske Skog – Energiezentrale Kessel 9                                       | Bruck an der Mur | 47° 25' 4.3" N, 15° 16' 41.2" O  | 1               | 690                                |                          |                           |                 |                |